# Djura kyrka
Djura kyrka är en kyrkobyggnad i Djura omkring fyra kilometer nordväst om Gagnef. Den tillhör Djura församling i Västerås stift.

## Kyrkobyggnaden
Fram till 1600-talet var bygden utan kyrka. När byborna började söka sig till grannförsamlingens kyrka i Gagnef insåg man behovet av ett kapell i Djura. Först år 1924 blev Djura egen församling.
Första kapellet på platsen uppfördes 1648. Kapellet var byggt av liggtimmer och bestod av ett rektangulärt långhus som var 27 alnar långt och 16 alnar brett. I öster fanns ett rakt avslutat kor, i norr en sakristia och i söder ett vapenhus. Vid långhusets västra kortsida stod ett torn eller en klockstapel för kyrkklockorna. Kapellet renoverades 1703, då det kläddes med spån och målades helt i rött.
Nuvarande träkyrka uppfördes 1780 då timmer från ursprungliga kapellet återanvändes. Den spånklädda klockstapeln bevarades och fick ingå i nuvarande kyrka. 1892 revs vapenhuset vid södra väggen. En omfattande renovering genomfördes 1914 då predikstolen återfick sin dörr, kyrkorummet vitlimmades och elektrisk belysning installerades. Ett nytt vapenhus byggdes 1954 som en rekonstruktion av det tidigare vapenhuset som avlägsnades 1892. Läktarbarriären togs bort. En stor upprustning genomfördes 1997 då delar av timmerstommen byttes ut, vapenhusets portar vidgades samt hela kyrkan putsades om och målades. Läktarbarriären som avlägsnades 1954 återställdes liksom pelarna.
Kyrkan har en stomme av liggtimmer och består av ett långhus med kor i öster och en sakristia öster om koret. Sammanbyggd med långhusets västgavel finns en spånklädd och rödmålad klockstapel. Kyrkan är täckt med ett mansardtak som är valmat vid östra sidan. Tornhuven bär en korsformig spira med kunglig krona över Karl XV:s namnchiffer.
Kyrkorummet har ett tunnvalv av trä som rappades med puts och vitkalkades på 1830-talet, liksom de brädfodrade väggarna. Ursprungligen var väggar och tak utsmyckade med allmogemålningar som hade bibliska motiv. Golvet är av tegel och tillkom vid 1954 års restaurering. Innan dess var golvet av trä och mittgången var cementerad. Koret är ett trappsteg högre än övriga kyrkorummet.

## Inventarier
- Altaruppsatsen tillverkades 1781. Dess altartavla målades 1833 av Anders Richman i Falun. Tavlans motiv är Jesus i Getsemane.
- Nuvarande predikstol i gustaviansk stil är kyrkans tredje. Den tillverkades 1788 med Gagnefs kyrkas predikstol som förebild. Tillhörande timglas är daterat till år 1690.
- Ett antependium är sytt av en korkåpa från slutet av 1400-talet.
- Dopfunten av trä omtalades för första gången år 1735. År 1923 målades funten helt i vitt, men har sedan återfått sina ursprungliga färger i rött och grönt.
- I kyrkorummet hänger tre ljuskronor av mässing. Mittersta ljuskronan är äldst, har åtta ljusarmar, och är daterad till år 1678. Ljuskronan närmast koret är från 1781, har åtta ljusarmar, och anskaffades för nuvarande kyrka. Över läktaren hänger en ljuskrona med sex ljusarmar och som troligen är från 1800-talet. I sakristian finns en mindre ljuskrona av trä och smide som har sex ljusarmar.

## Bildgalleri

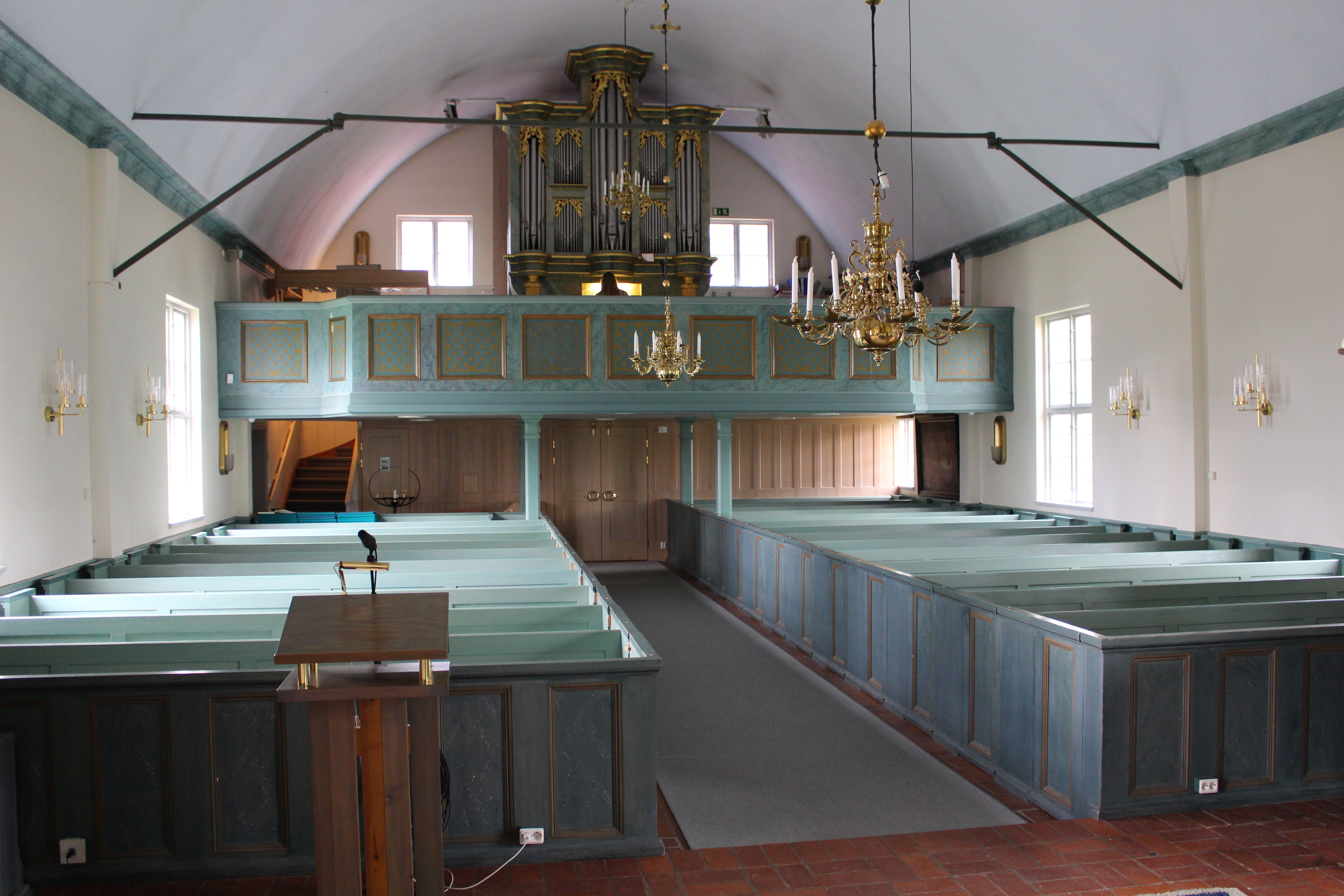
Kyrkorum mot väster
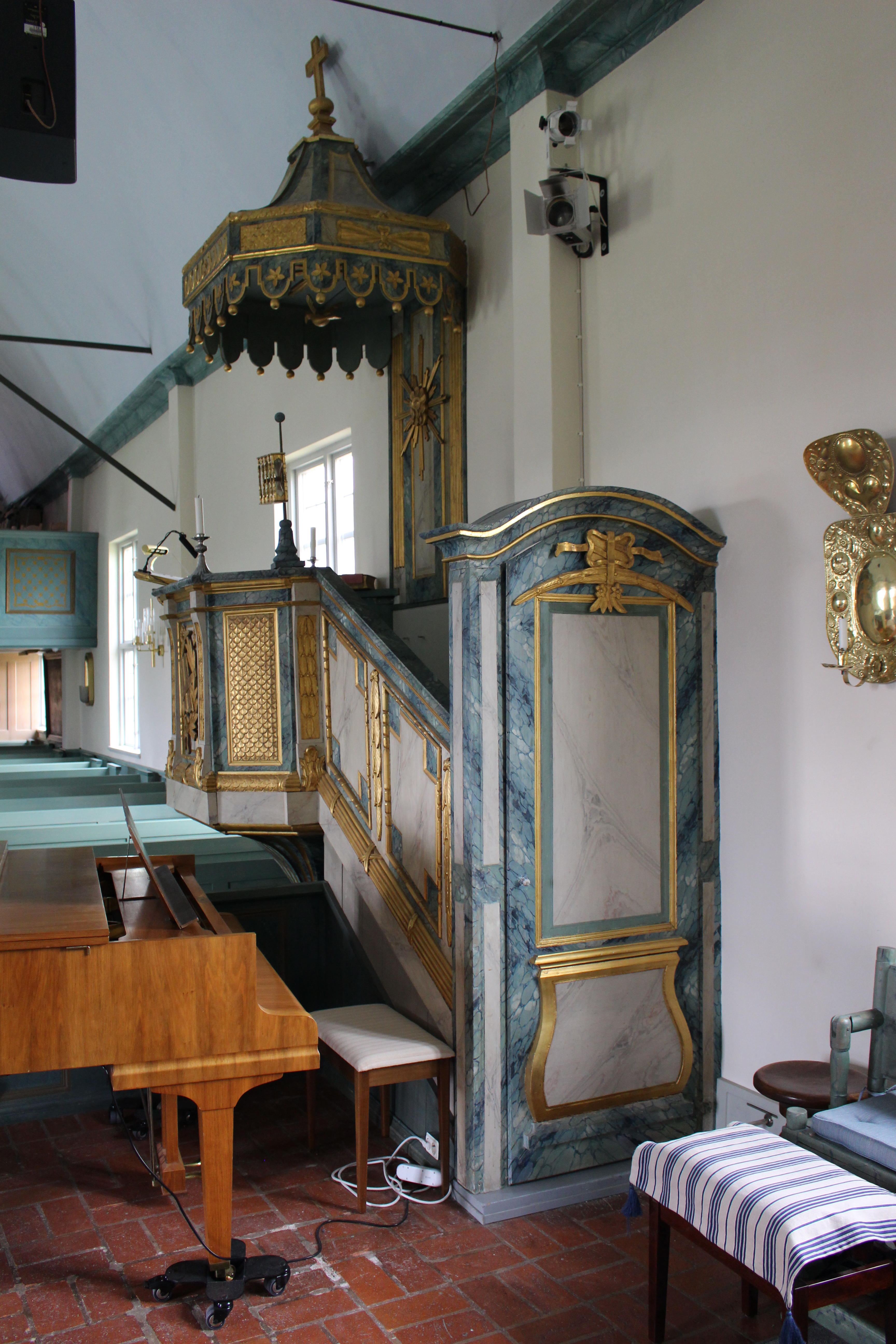
Predikstol
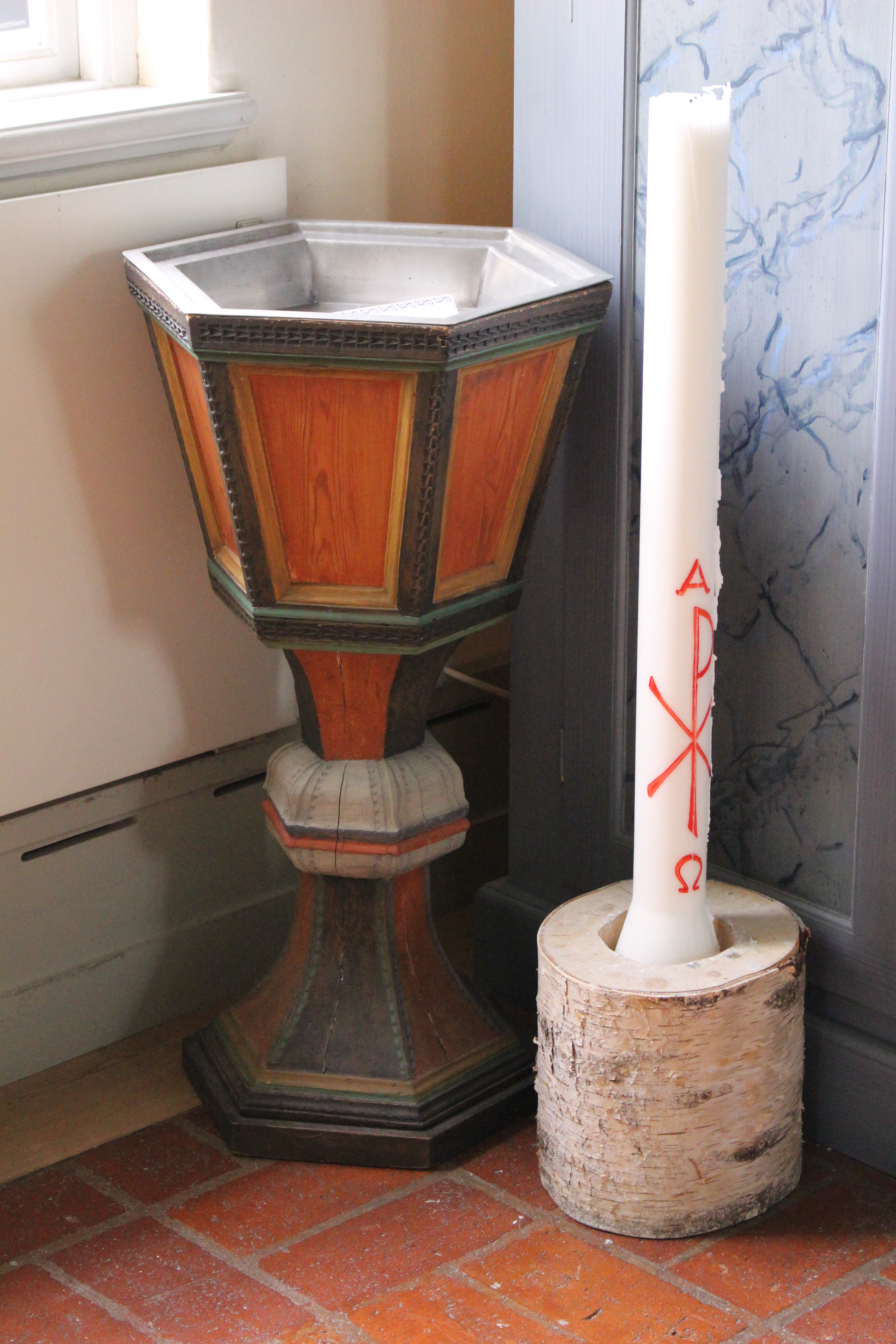
Dopfunt
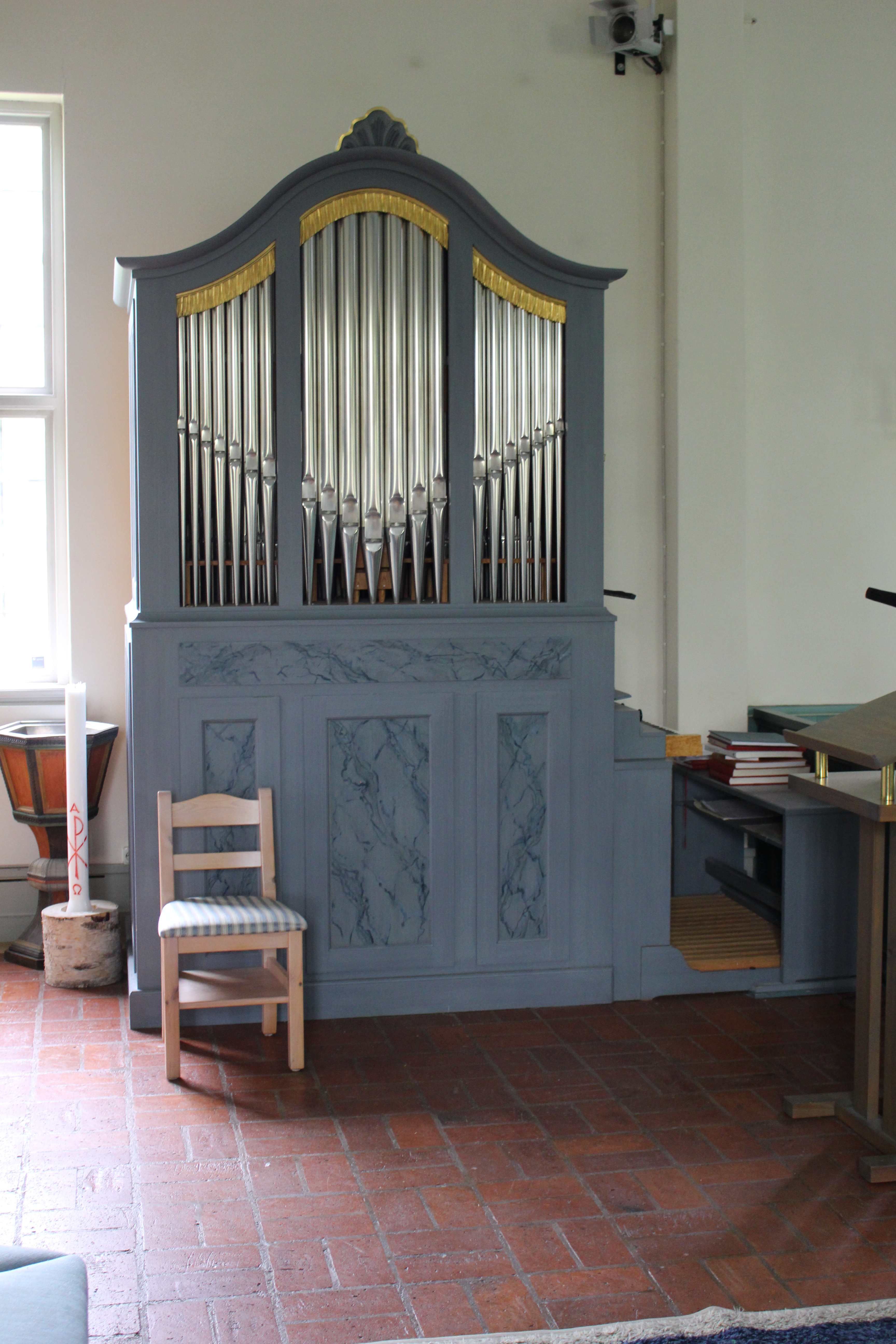
Kororgel
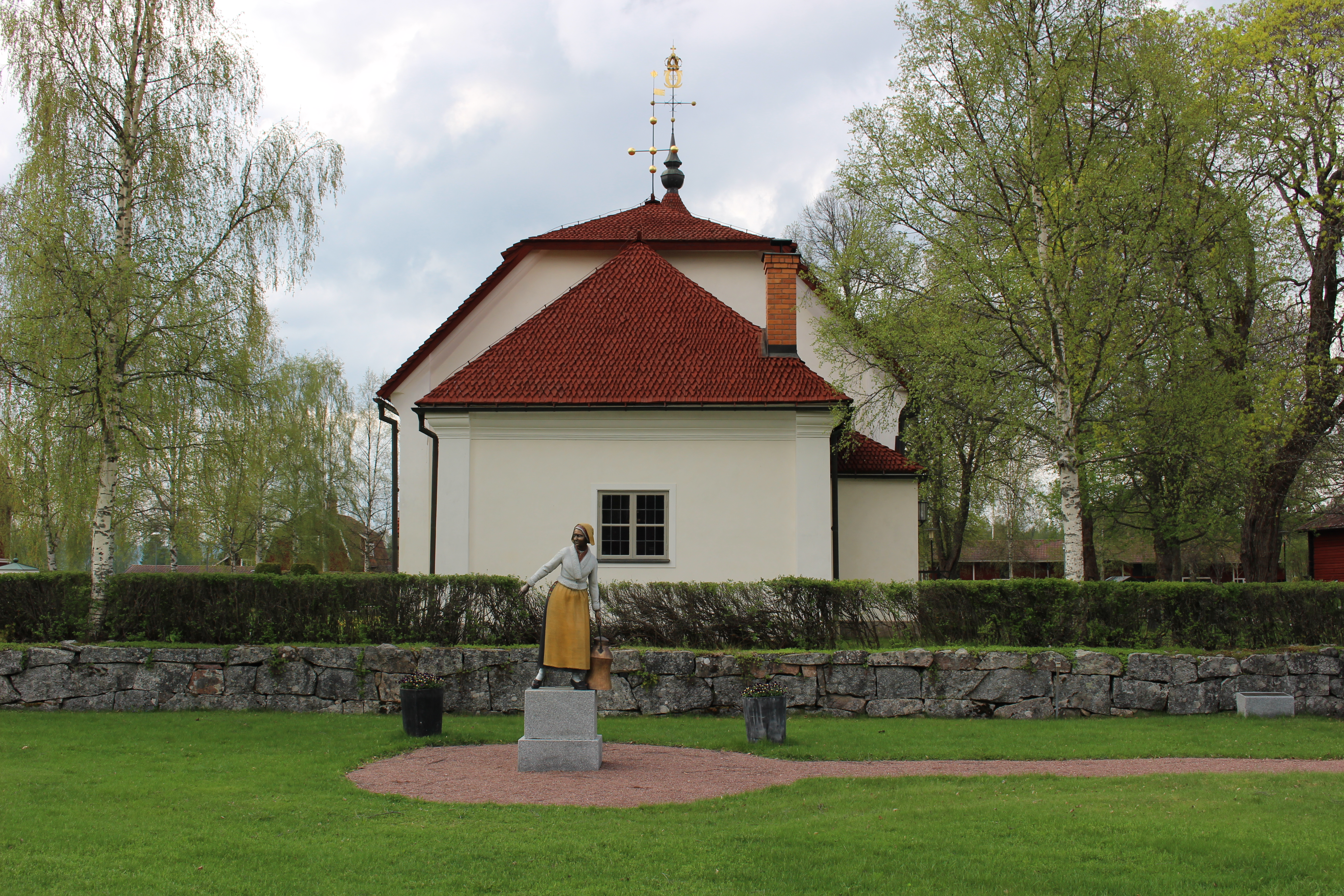
Kyrkan från öster
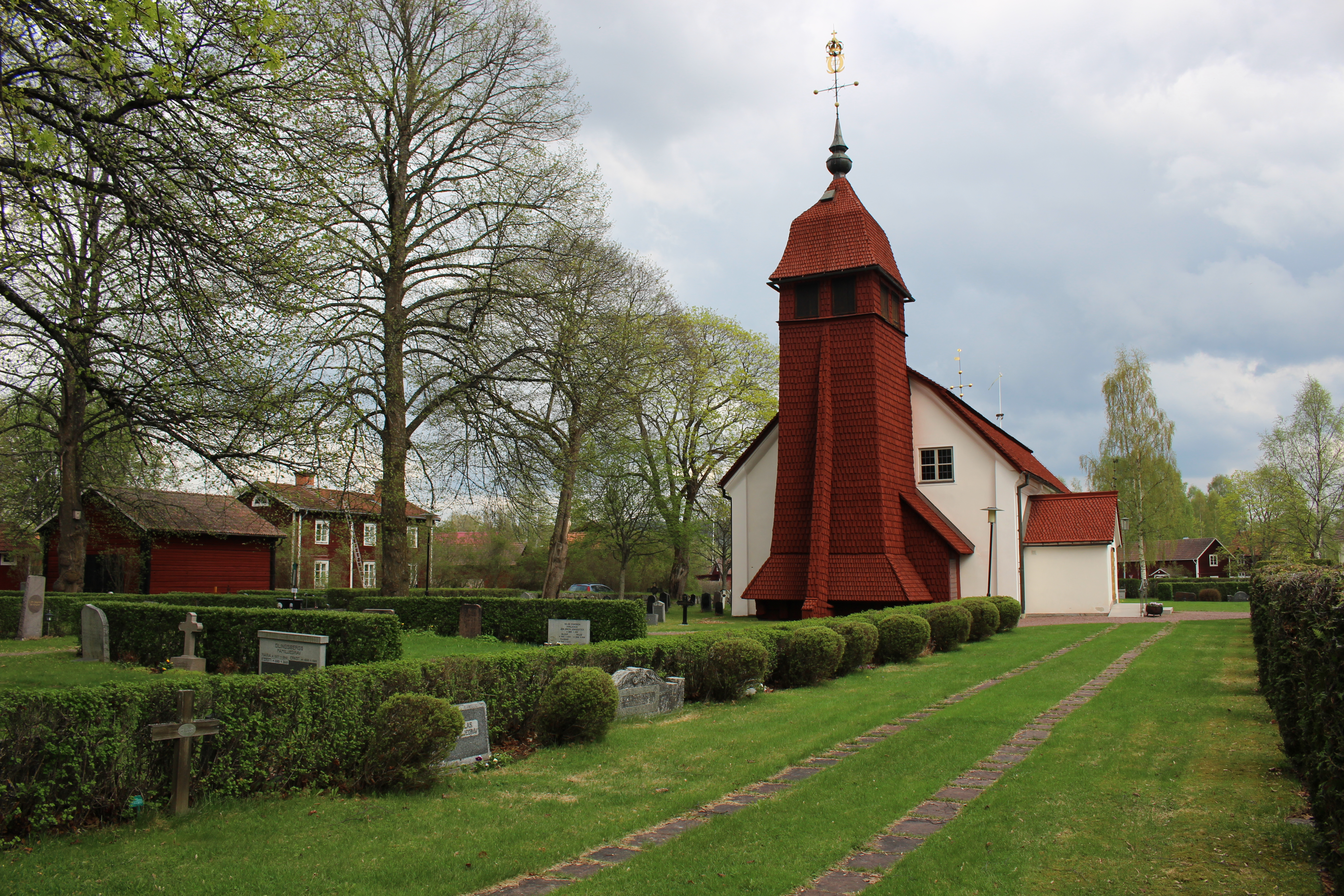
Kyrkan från väster
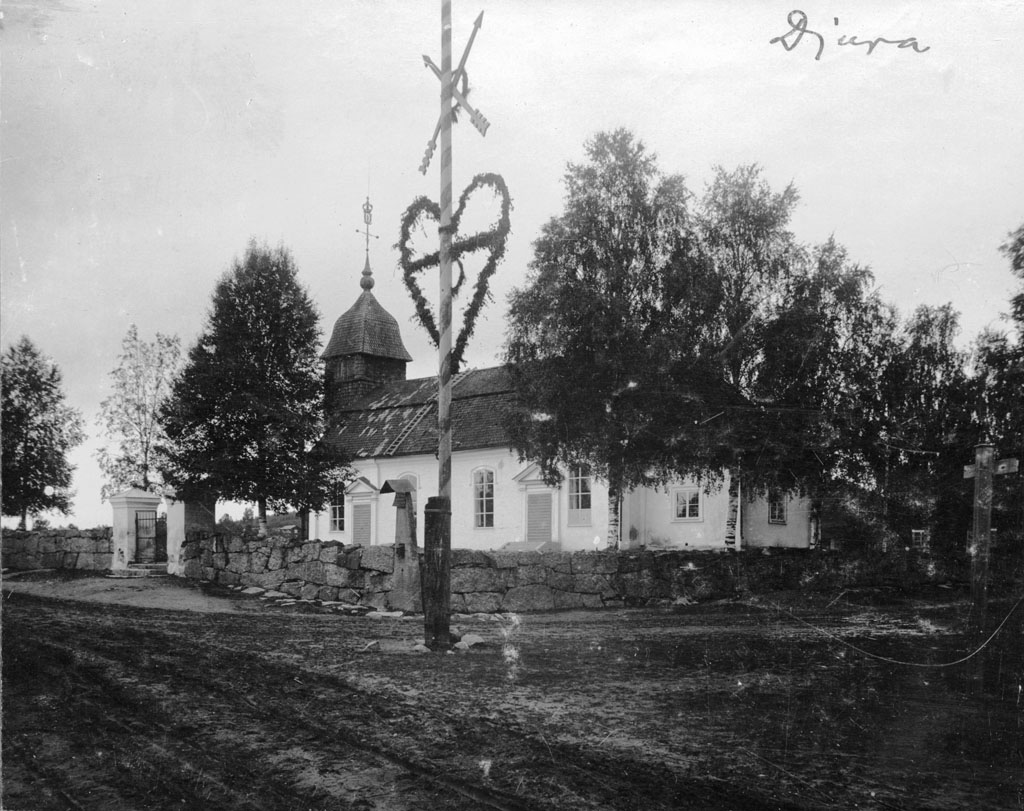
Kyrkan omkring år 1900

## Orglar
- 1735 flyttades en orgel hit från Gagnefs kyrka med 5 stämmor, som fick den 1724 från Leksands kyrka dit den skänktes 1681.
- 1801 byggde Fredrik Salling, Svärdsjö en orgel med 5 stämmor. Den flyttades 1895 till Gagnefs missionskyrka och senare till Ansgarskapellet, Björkö.
- 1895 flyttas en orgel hit från Leksands kyrka. Den var byggd 1724 av Johan Niclas Cahman, Stockholm  med 10 stämmor. Fasaden tillsammans med verket finns nu hos Musikhistoriska museet i Stockholm.
- 1930 byggde Åkerman & Lund Orgelbyggeri, Sundbybergs stad en orgel med 13 stämmor, två manualer och pedal.
- Den nuvarande läktarorgeln är byggd 1980 av Åkerman & Lund Orgelbyggeri AB, Knivsta och är mekanisk.

| Huvudverk I    | Svällverk II      | Pedal        | Koppel   |
| Principal 8´   | Rörflöjt 8´       | Subbas 16´   | I/P      |
| Coppula 8´     | Salicional 8´     | Flöjtbas 8´  | II/P     |
| Octava 4´      | Öppenflöjt 4´     | Bombarde 16´ | II/I     |
| Flöjt 4´       | Principal 2'      |              | II 16'/I |
| Tvärflöjt 2'   | Quint 1 1/3'      |              | II 4'/P  |
| Cornett III-IV | Scharf III        |              |          |
| Mixtur III-IV  | Oboe 8'           |              |          |
|                | Tremulant         |              |          |
|                | Crescendosvällare |              |          |

### Kororgel
- Kororgeln av Ålems Orgelverkstad tillkom 1999.

| Manual C-f3  | Bihangspedal C-c1 |
| ------------ | ----------------- |
| Gedackt 8'   |                   |
| Principal 4' |                   |
| Flöjt 4'     |                   |
| Octava 2'    |                   |
| Tremulant    |                   |

### Diskografi
- Anton Lööw spelar på Dalaorglar : Leksands kyrka, Boda kyrka, Floda kyrka, Djura kyrka. 2MC. Wisa WISC 688. 1989.

### Webbkällor
- byggnadspresentation
- Leksands pastorat informerar om kyrkan
- Kulturhistorisk karakterisering av kyrkor: Djura kyrka